# Schismatoglottis pumila
Schismatoglottis pumila är en kallaväxtart som beskrevs av Hallier f. och Adolf Engler. Schismatoglottis pumila ingår i släktet Schismatoglottis och familjen kallaväxter. Inga underarter finns listade.